# Коста, Майкл
Сэр Майкл Э́ндрю Э́гнас Ко́ста (англ. Sir Michael Andrew Agnus Costa, при рождении Микеле Андреа Аньелло Коста (итал. Michele Andrea Agniello Costa; 14 февраля 1808, Неаполь — 29 апреля 1884, Хов, Юго-Восточная Англия) — композитор, дирижёр и капельмейстер итальянского происхождения, преимущественно работавший в Великобритании. 

## Биография
Майкл Коста родился 14 февраля 1808 года в городе Неаполе. С 1829 года жил и работал в Великобритании. Был капельмейстером Итальянской оперы в Лондоне, дирижировал ораториями в Sacred harmony Society и на фестивалях в Хрустальном дворце. В 1869 году был посвящён в рыцари Британской империи. 
Написал оперы «Дон-Карлос», «Темница Ильдегонды» (1828) и «Мальвина» (1829); последняя, переработанная, была дана в Лондоне в 1837 году под названием «Малек-Адель». Автор четырёх балетов: «Кенильворт» (1831), «Час в Неаполе» (1832), «Сэр Гюон» (1833), «Альма» (1844). В 1847 году балетмейстер Артур Сен-Леон использовал музыку «Альмы» при постановке балета «Мраморная красавица» в Париже, при этом имя композитора не было указано в афише. Также создал оратории «Илия» (1855) и «Нааман» (1864), кантаты и много других произведений на разные торжественные случаи.  
Майкл Коста умер 29 апреля 1884 года в Хове, Великобритания.